# Depósito del Puerto
Das Depósito del Puerto, auch als Depósito Julio Herrera y Obes bezeichnet, ist ein Bauwerk in der uruguayischen Hauptstadt Montevideo.
Das zu Beginn des 20. Jahrhunderts errichtete Gebäude befindet sich in der Ciudad Vieja an den Straßen Zabala und Rambla 25 de Agosto de 1825 am Hafen von Montevideo. Angaben über den Architekten sind nicht vorhanden. Von Oktober 1977 bis Mai 1979 fanden Renovierungs- und Umgestaltungsarbeiten unter Leitung des Ingenieurs Eladio Dieste und ausgeführt vom Unternehmen Dieste y Montañez SA statt. Das zwölf Meter hohe, einstöckige Depósito del Puerto wird als Bestandteil der charakteristischen Hafenkante Montevideos bezeichnet. Es dient als Warenlager und umfasst eine Fläche von 4200 m². Im Zuge der Baumaßnahmen Diestes wurde es mit einem gewölbten Dach mit doppelter Krümmung aus Hohlziegeln versehen.